# Atentado al Club El Nogal

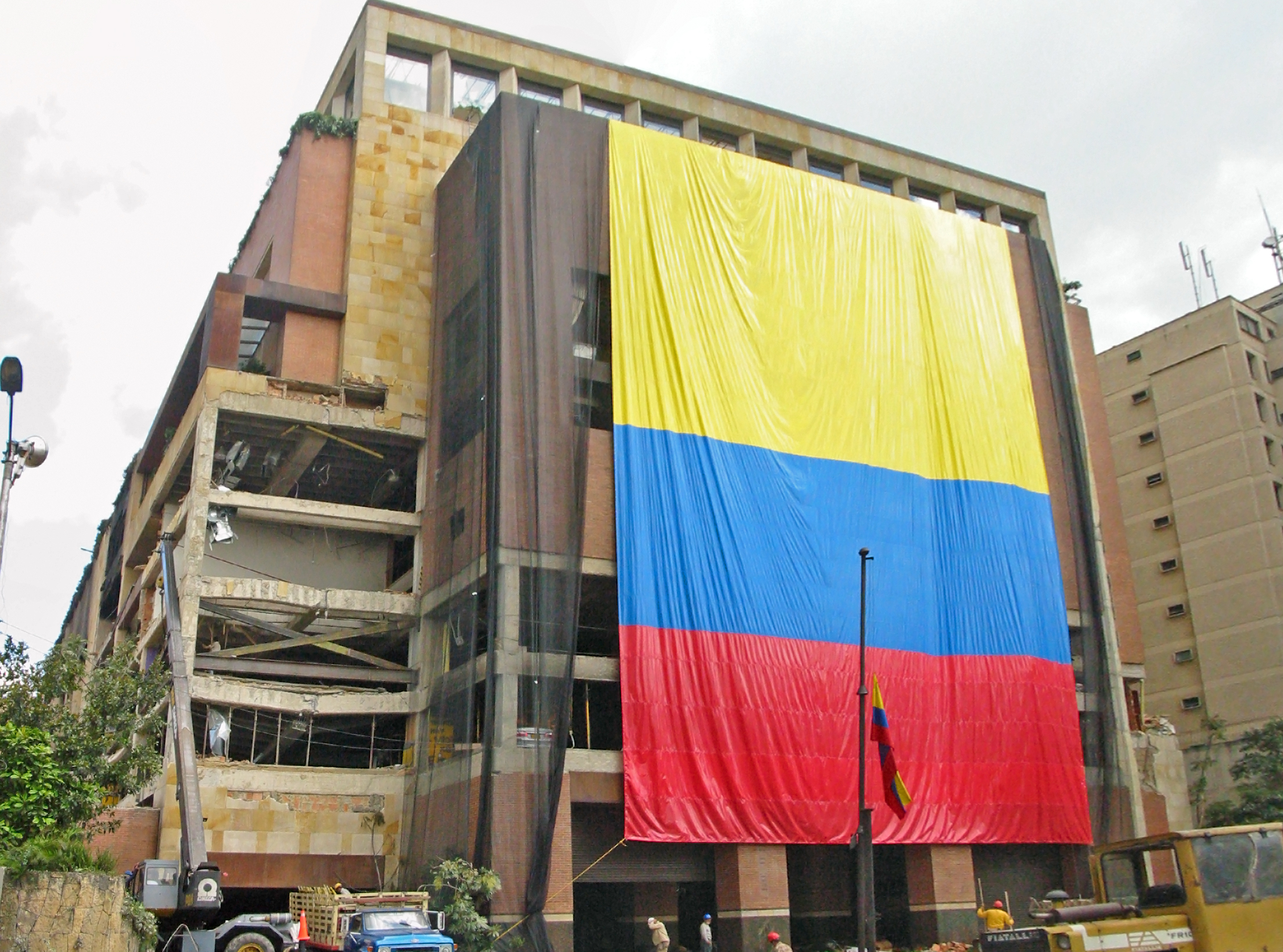
Reconstrucción del club social El Nogal después del atentado terrorista perpetrado el 7 de febrero de 2003.

El atentado al Club El Nogal fue un ataque terrorista, que consistió en la explosión de un carro bomba el 7 de febrero de 2003 en las instalaciones de dicho club social en Bogotá, Colombia. Por el atentado se responsabilizó a las FARC-EP y dejó como saldo la muerte de 36 personas y más de 200 heridos. Según informes de la Policía, en el lugar se encontraban más de 600 personas en el momento de cometerse el atentado. La detonación de más de 200 kg de explosivo C-4 y amonio produjo una gran explosión en los estacionamientos del club. Se considera como el segundo atentado más destructivo ocurrido en la historia reciente de la capital colombiana desde el Atentado al edificio del DAS, comparándose además con otros tantos ataques de mayor envergadura como los ocurridos en el Distrito de Miraflores en Lima Perú, en la la sede de la AMIA en Buenos Aires, Argentina o el del edificio federal de Oklahoma City, Estados Unidos.

## Atentado
El atentado mismo se realizó por medio del internamiento de un vehículo a los estacionamientos del club, gracias al contacto de un miembro del club jugador de squash. Al ser activada la bomba, la explosión dio muerte a 2 de los autores. Las labores de investigación del Departamento Administrativo de Seguridad (DAS) permitieron esclarecer el modus operandi. Posteriores investigaciones indicaron que el atentado obedeció a una represalia del grupo guerrillero contra organizaciones criminales paramilitares y altos funcionarios del Estado que se reunían en este club para ordenar y ejecutar actos en contra de los grupos izquierdistas al margen de la Ley.

## Autoría

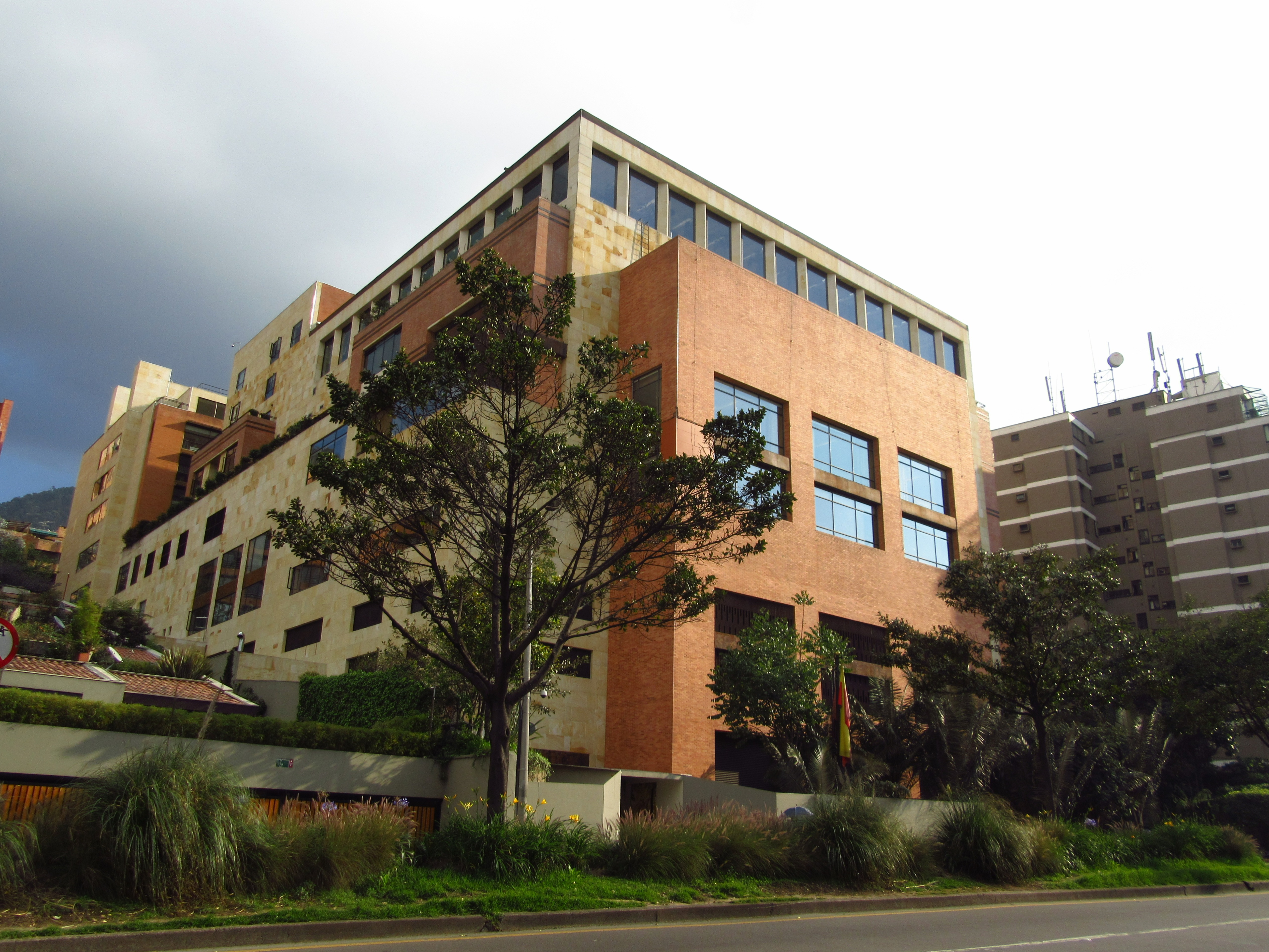
El edificio del club en 2018.

Ningún grupo atribuyó oficialmente la responsabilidad del atentado.
Desde el primer momento el entonces presidente de Colombia, Álvaro Uribe Vélez, sindicó a la guerrilla de las FARC-EP como responsables del atentado. Las FARC-EP negaron posteriormente su autoría, pese a justificar el atentado con el argumento que "En el lujoso club se realizaban frecuentemente reuniones de sectores políticos y empresariales con voceros del paramilitarismo".
Noël Saez, exembajador de Francia en Bogotá y emisario especial para la liberación de Íngrid Betancourt, indicó que Raúl Reyes negaba que la autoría del atentado fuera de las FARC-EP.
El atentado terrorista fue condenado por los países miembros de la OEA, al igual que otros gobiernos. A solicitud del Gobierno de Colombia, se requirió a los integrantes de la OEA que dieran cumplimiento, respecto a las FARC-EP, de las obligaciones impuestas en la Resolución 1373 del Consejo de Seguridad de las Naciones Unidas, con el fin de congelar los bienes y prohibir el libre tránsito a los miembros de organizaciones terroristas.

### Atribuido a las FARC-EP
La Fiscalía General de la Nación acusó el 19 de julio de 2004 a miembros del Secretariado de las FARC-EP como autores de homicidio con fines terroristas, tentativa de homicidio con fines terroristas, terrorismo y daño en bien ajeno. El 17 de diciembre de 2003, el fiscal general Luis Camilo Osorio dijo que tenían una serie de pruebas que demostraban que el Secretariado de las FARC-EP le dio la orden directa de realizar el atentado a Hernán Darío Velásquez, alias "El Paisa", comandante de la Columna Móvil Teófilo Forero. El Paisa organizó el ingreso del carro bomba al club. El fiscal Osorio dijo que lograron determinar la autoría de las FARC-EP por unas interceptaciones telefónicas, grabaciones y declaraciones de detenidos en distintas partes de Colombia.
Fueron acusados por el atentado Manuel Marulanda, Raúl Reyes, Alfonso Cano, Iván Márquez, Timochenko, Mono Jojoy y once personas más. Luego de la firma del acuerdo de paz, los miembros de la extinta guerrilla reconocieron su responsabilidad en el atentado y les pidieron perdón a las víctimas.

## Víctimas del atentado
Esta es una lista de las personas que perdieron la vida víctimas del atentado.
- Adriana García Mugno
- Alejandro Guzmán Cruz
- Alejandro Ujueta Amorocho
- Ana María Arango
- Andrés Ruiz Arizabaleta
- Antonio Robayo Ferro
- Catalina Muñoz Toffoli
- César Caicedo Cruz
- Dora Izquierdo
- Eduardo Mutis
- Fernando Sarmiento
- Germán A. Munévar
- Gustavo Forero
- Hugo Oswaldo Silva
- Jenny Castiblanco
- Jenny Rocío Carri
- Jiménez Triviño
- Jorge Andrés Arango
- Juan Manuel García P.
- Juan Pablo Jiménez Pinzón
- Juan Sebastián Carrillo
- Luisa Fernanda Mugno V.
- Luisa Fernanda Solarte A.
- Manuel Antonio Ferro C.
- Manuel Díaz Moreno
- Marco Baracaldo
- Marco Tulio Hernández L.
- María Gladys Quiroga G.
- Mariana García
- Mauricio Domínguez
- Óscar Enrique Barbosa
- Rafael Anaya
- Sergio Muñoz Salame
- Yesid Castiblanco
- Milton Ricardo Martínez

## Teoría de la conspiración
Algunos teóricos de la conspiración como Alex Jones y Daniel Estulin han sugerido que en el atentado del Nogal se utilizó material radioactivo propio de una bomba nuclear de bajo poder. Se señala el hecho de que la explosión haya dejado un profundo cráter, pese a que, según expertos en explosivos, los explosivos convencionales no dejan cráteres pues su onda expansiva tiende a expandirse en el medio que presenta menor resistencia.

## En la cultura popular
La película colombiana Esto huele mal realizada bajo la dirección de Jorge Alí Triana y protagonizada por el actor peruano Diego Bertie en 2007 recrea el atentando.